# Eilema caffrana
Eilema caffrana är en fjärilsart som beskrevs av Embrik Strand 1912. Eilema caffrana ingår i släktet Eilema och familjen björnspinnare. Inga underarter finns listade i Catalogue of Life.